# Louis Henry (danseur)
Pour les articles homonymes, voir Louis Henry et Henry.
Louis Stanislas Xavier Henry est un danseur, chorégraphe et maître de ballet français né à Versailles le 5 mars 1784 et mort à Milan le 4 novembre 1836.
Élève de Jean-François Coulon, il débute à l'Opéra de Paris en 1803, mais se trouve vite en concurrence avec Louis Duport et Auguste Vestris. Il quitte l'Opéra deux ans plus tard et devient maître de ballet du Théâtre de la Porte-Saint-Martin, où il obtient ses premiers succès, au grand dam de Pierre Gardel.
Quittant clandestinement la France, il s'exile en Italie, travaille avec Salvatore Viganò et trouve la consécration à Milan et Naples, ainsi qu'à Vienne entre 1810 et 1832.
Revenant régulièrement au Théâtre de la Porte Saint-Martin, il y monte des ballets comme Hamlet et Samson (1816) ou Le Sacrifice indien (1822). Il est l'auteur de plus de 120 ballets mêlant les styles français et italien. Auguste Bournonville et Stendhal ont loué ses apports originaux à la danse française.
Il avait épousé en 1820 Marie Pelletier, veuve du danseur Bonaventure Quériau, décédé en 1815.

## Quelques œuvres
- 1805 : L'Amour à Cythère, Opéra de Paris (musique de Pierre Gaveaux)
- 1807 : Les Sauvages de la Floride, Théâtre de la Porte-Saint-Martin, 6 juin
- 1807 : Les Deux Petits Savoyards, Théâtre de la Porte-Saint-Martin, 28 juillet
- 1808 : Otello, ossia il Moro di Venezia, Teatro San Carlo, Naples
- 1809 : Guillaume Tell, Teatro San Carlo, Naples
- 1810 : Venus und Adonis, Kärtnertor Theater, Vienne
- 1814 : Le Duc de Craon, ou le Ministre français, mélodrame en 3 actes, en prose, à grand spectacle, avec Louis Duperche et Jean-Baptiste Dubois, Paris, théâtre de la Gaîté, 11 janvier
- 1816 : Hamlet Théâtre de la Porte-Saint-Martin, 28 février
- 1816 : Le Château infernal, folie pantomime en 2 actes mêlée de danses, Théâtre de la Porte-Saint-Martin, 8 avril
- 1816 : Samson Théâtre de la Porte-Saint-Martin, 3 août
- 1816 : Le Mariage rompu, pantomime villageoise en 3 actes mêlée de danses, Théâtre de la Porte-Saint-Martin, 19 octobre
- 1817 : Rinaldo e Armida, Scala, Milan
- 1820 : Chao-Kang, Teatro San Carlo, Naples
- 1821 : L'Orfano, Teatro del Fondo, Naples
- 1821 : Le Jugement de Pâris, Paris
- 1822 : Le Sacrifice indien, pantomime en 3 actes, Théâtre de la Porte-Saint-Martin, 9 juillet
- 1822 : Agnès et Fitz, pantomime en 2 actes, Théâtre de la Porte-Saint-Martin, 22 juillet
- 1822 : La fortune vient en dormant, pantomime en 3 actes, Théâtre de la Porte-Saint-Martin, 10 septembre
- 1823 : Dia Amazonen, Kärtnertor Theater, Vienne
- 1826 : Dircea, Scala, Milan
- 1828 : La Silfida, Scala, Milan
- 1834 : Les Ondines, Théâtre Nautique, Paris, 10 juin
- 1834 : Guillaume Tell, ballet-pantomime en 3 actes, Théâtre Nautique, Paris, 10 juin
- 1834 : Chao-Kang, Théâtre Nautique, Paris
- 1835 : L'Île des pirates, Opéra de Paris
- 1836 : Le tre sultane, Teatro San Carlo, Naples